# Dudly Bug

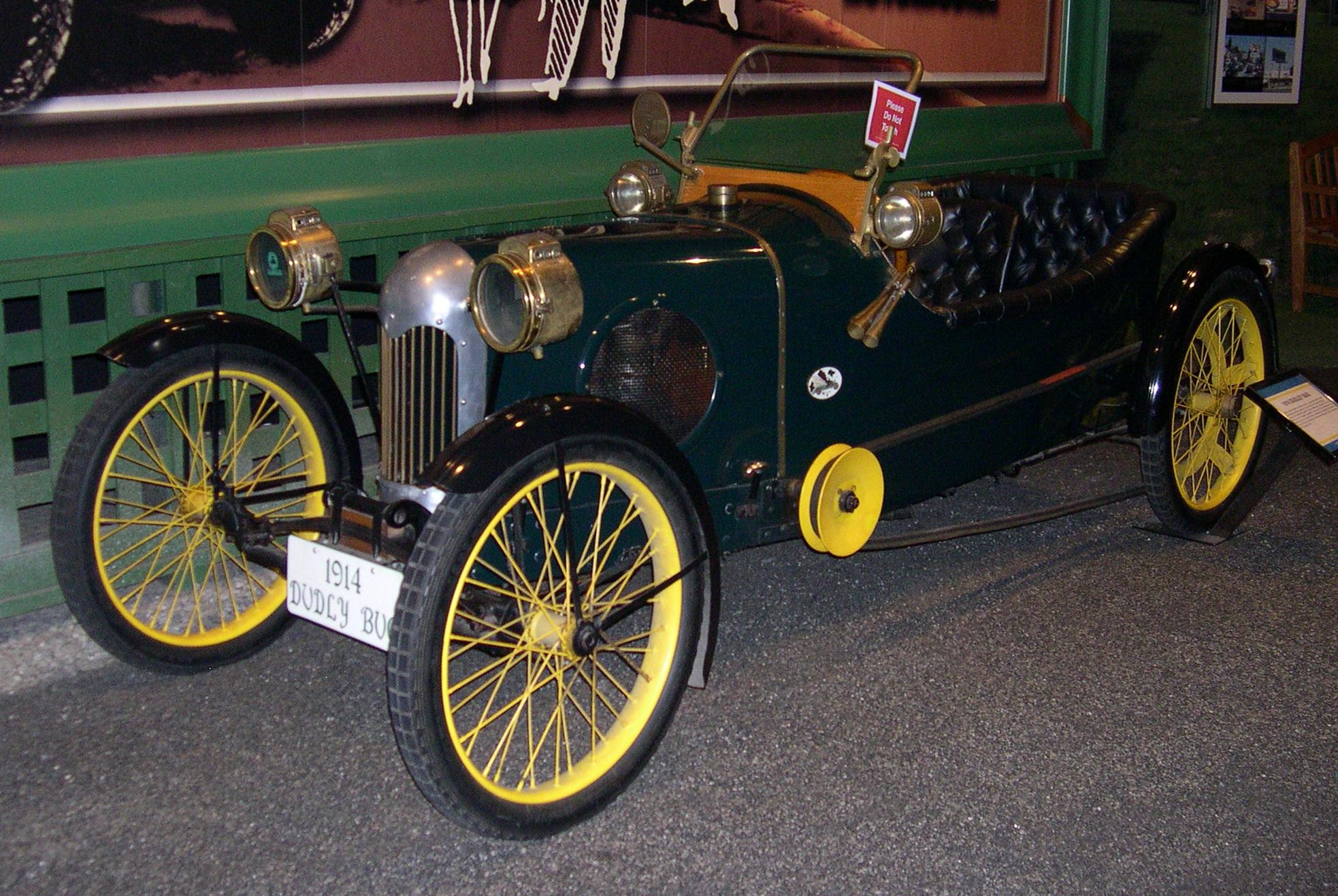
Dudly Bug (1914)

Dudly Bug war eine US-amerikanische Automarke, die von der Dudly Tool Company in Menominee (Michigan) zwischen 1913 und 1915 hergestellt wurde. Gründer und Inhaber dieser Firma waren die Brüder H. F. Tideman und William J. Tideman, die auch die Menominee Electric Company leiteten.

## Modelle
Im Angebot standen benzingetriebene Kleinwagen. Einige wurde als Cyclecar bezeichnet, obwohl sie aufgrund ihres Hubraums nicht mehr zu den Cyclecars gehörten.
Der Dudly Bug hatte einen Eschenholzrahmen und kam als offener Zweisitzer daher, der ursprünglich mit einem luftgekühlten Zweizylindermotor angeboten wurde. 88,9 mm Bohrung und 95,25 mm Hub ergaben 1182 cm³ Hubraum. 1915 war der Dudly Bug mit einem Reihen-Vierzylindermotor mit 1557 cm³ Hubraum erhältlich.
Die Wagen hatten ein insektengleiches Aussehen und verkauften sich insgesamt nicht besonders gut. Daher gab die Dudly Tool Company den Automobilbau auch bald wieder auf. Etwa 100 Exemplare wurden insgesamt gebaut.
| Modell | Bauzeitraum | Zylinder | Leistung        | Radstand | Aufbauten        |
| ------ | ----------- | -------- | --------------- | -------- | ---------------- |
| A-1    | 1913–1914   | 2 Reihe  | 10 bhp (7,4 kW) | 2388 mm  | Roadster 2 Sitze |
| B-1    | 1915        | 4 Reihe  | 12 bhp (8,8 kW) | 2540 mm  | Roadster 2 Sitze |